# Colanthura nigra
Colanthura nigra är en kräftdjursart som beskrevs av Nunomura 1975. Colanthura nigra ingår i släktet Colanthura och familjen Paranthuridae. Inga underarter finns listade i Catalogue of Life.